# 12 Grundsätze der Stadterneuerung
Die 12 Grundsätze der Stadterneuerung entstanden ab Ende der 1970er Jahre im Zusammenhang mit den Auseinandersetzungen um die Stadterneuerung in Berlin. „Im Frühjahr 1982 gelang es […] für die Zwölf Grundsätze die politische Zustimmung des Bezirks Kreuzberg zu erlangen. Im März 1983 nahm das Abgeordnetenhaus schließlich diese Grundsätze als Leitlinie zustimmend zur Kenntnis.“ Sie waren danach programmatischer Bestandteil der Internationalen Bauausstellung 1984/87 in Berlin-Kreuzberg.
Maßgeblicher Autor der 12 Grundsätze der Stadterneuerung war Hardt-Waltherr Hämer. Die 12 Grundsätze markierten die Wende der Berliner Sanierungspolitik von der vorangegangenen Flächensanierung zur demokratisch organisierten behutsamen Stadterneuerung unter Berücksichtigung gewachsener baulicher und sozialer Strukturen. Sie wurden vom Abgeordnetenhaus  von Berlin förmlich bestätigt und von Kreuzberg auf die übrigen Erneuerungsgebiete West-Berlins übertragen.
Als 12 Leitsätze der Stadterneuerung in Berlin fanden sie ab 1993 in abgewandelter Form Anwendung auch auf den späteren Stadterneuerungsprozess in Ost-Berlin.

## Wortlaut der 12 Grundsätze der Stadterneuerung
1. Die Erneuerung muß mit den jetzigen Bewohnern und Gewerbetreibenden geplant und – substanzerhaltend – realisiert werden.
2. Planer sollen mit Bewohnern und Gewerbetreibenden in den Zielen der Erneuerungsmaßnahmen übereinstimmen, technische und soziale Planungen Hand in Hand gehen.
3. Die Eigenart Kreuzbergs soll erhalten, Vertrauen und Zuversicht in den gefährdeten Stadtteilen müssen wieder geweckt werden. Substanzbedrohende Schäden an Häusern sind sofort zu beseitigen.
4. Behutsame Änderung von Grundrissen soll auch neue Wohnformen möglich machen.
5. Die Erneuerung von Wohnungen und Häusern soll stufenweise geschehen und allmählich ergänzt werden.
6. Die bauliche Situation soll durch wenige Abrisse, Begrünung im Blockinneren, Gestaltung von Fassaden verbessert werden.
7. Öffentliche Einrichtungen sowie Straßen, Plätze und Grünbereiche müssen bedarfsgerecht erneuert und ergänzt werden.
8. Beteiligungsrechte und materielle Rechte der Betroffenen bei der Sozialplanung müssen geregelt werden.
9. Entscheidungen für die Stadterneuerung müssen offen gefunden und möglichst am Ort diskutiert werden. Die Betroffenenvertretung ist zu stärken.
10. Stadterneuerung, die Vertrauen erzeugt, braucht feste Finanzzusagen. Das Geld muß schnell und auf den Fall bezogen ausgegeben werden können.
11. Es sind neue Formen der Trägerschaft zu entwickeln. Treuhänderische Sanierungsträgeraufgaben (Dienstleistungen) und Baumaßnahmen sollen getrennt werden.
12. Die Stadterneuerung nach diesem Konzept muß über die Zeit der IBA hinaus gesichert sein.